# Song Hai-Rim
Song Hai-Rim (koreansk: 송 해림) (født 12. januar 1985) er en sydkoreansk håndboldspiller, der deltog ved OL i 2008, hvor hun vandt bronze med Sydkorea.